# Haplogrup mitocondrial humà L5
L'haplogrup mitocondrial humà L5 és un haplogrup humà que es distingeix per l'haplotip dels mitocondris.
És un haplogrup africà molt petit del que se n'han pogut trobar individus a Dominica i Tanzània